# Guaraciama
Guaraciama là một đô thị thuộc bang Minas Gerais, Brasil. Đô thị này có diện tích 392,051 km², dân số năm 2007 là 4554 người, mật độ 12,4 người/km².